# (34119) 2000 PY27
2000 PY27 (asteroide 34119) é um asteroide da cintura principal. Possui uma excentricidade de 0.15230860 e uma inclinação de 28.45432º.
Este asteroide foi descoberto no dia 9 de agosto de 2000 por LINEAR em Socorro.